# Rwanda nziza
Rwanda nziza (Schönes Ruanda) ist seit dem 1. Januar 2002 die Nationalhymne von Ruanda. Sie löste damit die seit 1962 bestehende alte Hymne Rwanda rwacu (Unser Ruanda) ab. Dies geschah in einem Akt der Erneuerung, in dem die nationalen Symbole ausgetauscht wurden, zur Ablegung der blutigen Geschichte Ruandas. Sie ist in Kinyarwanda verfasst und folgt bewusst einem eher traditionell afrikanischen Stil.
Der Text wurde von Faustin Murigo verfasst, die Musik stammt von Jean-Bosco Hashakaimana, dem Leiter der ruandischen Militärkapelle.

## Text
Rwanda nziza Gihugu cyacu
Wuje imisozi, ibiyaga n’ibirunga
Ngobyi iduhetse gahorane ishya.
Reka tukurate tukuvuge ibigwi
Wowe utubumbiye hamwe twese
Abanyarwanda uko watubyaye
Berwa, sugira, singizwa iteka.
Horana Imana murage mwiza
Ibyo tugukesha ntibishyikirwa
Umuco dusangiye uraturanga
Ururimi rwacu rukaduhuza
Ubwenge, umutima, amaboko yacu
Nibigukungahaze bikwiye
Uhore utera imbere ubutitsa.
Abakurambere b’intwari
Bitanze batizigama
Baraguhanga uvamo ubukombe
Utsinda ubukoroni na mpatsibihugu
Byayogoje Afurika yose
None uganje mu bwigenge
Tubukomeyeho ubuziraherezo.
Komeza imihigo Rwanda dukunda
Duhagurukiye kukwitangira
Ngo amahoro asabe mu bagutuye
Wishyire wizane muri byose
Urangwe n’ishyaka utere imbere
Uhamye umubano n’amahanga yose
Maze ijabo ryawe riguhe ijambo.

## Übersetzung
Ruanda, unser schönes und liebes Land
Geschmückt von Hügeln, Seen und Vulkanen
Heimat, seist du immer voll des Glücks
Für uns, deine Kinder: Banyarwanda
Lass uns deinen Glanz besingen und deine hohen Umstände ausrufen
Du, mütterlicher Busen von uns allen
Wirst immer bewundert werden, blühend und bedeckt von Lob.
Unschätzbar wertvolles Erbe, dass Gott dich beschützt
Du hast uns mit unbezahlbaren Gütern erfüllt
Unsere gemeinsame Kultur identifiziert uns
Unsere eine Sprache vereint uns
Dass unsere Intelligenz, unser Gewissen und unsere Kräfte
Dich mit vielfältigem Reichtum füllen
Für eine unaufhörlich erneuerte Entwicklung.
Unsere tapferen Vorfahren
Gaben sich Körper und Seele
Sowie sie eine große Nation aus dir machten
Du hast das kolonial-imperialistische Joch überwunden
Das Afrika völlig verwüstet hat
Dir ist die Freude der souveränen Unabhängigkeit
Erworben, dass wir sie ständig verteidigen.
Diesen Umhang, geliebtes Ruanda,
Vertrauen wir dir aufrecht an
damit landesweit Frieden herrscht
Dass du frei von allen Hindernissen bist
Dass deine Entschlossenheit den Fortschritt anwirbt
Dass du ausgezeichnete Beziehungen zu allen Ländern hast
Und schließlich, dass dein Stolz sein Ansehen wert ist.